# Bundestagswahlkreis Arnsberg – Soest
Der Bundestagswahlkreis Arnsberg – Soest war von 1949 bis 1980 ein Wahlkreis in Nordrhein-Westfalen. Er umfasste den ehemaligen Kreis Arnsberg und den alten Kreis Soest. Das Gebiet des Wahlkreises wurde 1980 zum größten Teil auf die neuen Wahlkreise Hochsauerlandkreis und Soest aufgeteilt. Der Wahlkreis Arnsberg – Soest wurde stets von Kandidaten der CDU gewonnen, zuletzt von Ferdinand Tillmann. 

## Wahlkreissieger
| Wahl                                                 | Name               | Partei | Erststimmen |
| ---------------------------------------------------- | ------------------ | ------ | ----------- |
| 1976                                                 | Ferdinand Tillmann | CDU    | 54,9 %      |
| 1972                                                 | Ferdinand Tillmann | CDU    | 51,4 %      |
| 1969                                                 | Ernst Majonica     | CDU    | 54,2 %      |
| 1965                                                 | Ernst Majonica     | CDU    | 57,4 %      |
| 1961                                                 | Ernst Majonica     | CDU    | 57,0 %      |
| 1957                                                 | Ernst Majonica     | CDU    | 61,6 %      |
| 1953                                                 | Ernst Majonica     | CDU    | 61,8 %      |
| Wahlkreisnachwahl am 19. November 1950 (siehe unten) | Ernst Majonica     | CDU    | 36,6 %      |
| 1949                                                 | Heinrich Lübke     | CDU    | 40,7 %      |

### Ergebnis der Wahlkreisnachwahl am 19. November 1950
Nach der Wahl von Heinrich Lübke als Landesminister wurde eine Nachwahl notwendig. Diese wurde von Ernst Majonica gewonnen. Die Ergebnisse:
- Wahlberechtigte: 348.809
- Wahlbeteiligung: 66,18 %

| Partei  | Stimmen | Stimmanteil |
| ------- | ------- | ----------- |
| CDU     | 32.190  | 36,57 %     |
| SPD     | 26.196  | 29,76 %     |
| FDP     | 12.990  | 14,76 %     |
| Zentrum | 15.321  | 17,41 %     |
| KPD     | 1.314   | 1,49 %      |

### Ergebnis der Wahlkreiswahl 1949
Der Wahlkreissieger war Heinrich Lübke (CDU). Die Ergebnisse:
| Partei  | Stimmen | Stimmanteil |
| ------- | ------- | ----------- |
| CDU     | 45.637  | 44,26 %     |
| SPD     | 26.413  | 25,61 %     |
| FDP     | 6.647   | 6,45 %      |
| Zentrum | 21.741  | 21,08 %     |
| KPD     | 2.679   | 2,6 %       |

## Wahlkreisgeschichte
| Wahl      | Wahlkreisname        | Gebiet                      |
| --------- | -------------------- | --------------------------- |
| 1949      | 63 Arnsberg – Soest  | Kreis Arnsberg, Kreis Soest |
| 1953–1976 | 122 Arnsberg – Soest | Kreis Arnsberg, Kreis Soest |